# 沈昌期
沈昌期（1554年—1602年），字廷際，號日峰，直隸蘇州府太倉州人，軍籍，明朝政治人物。

## 生平
萬曆七年（1579年）己卯科應天府鄉試第十六名。萬曆十一年（1583年），登第三甲第九十一名進士。都察院觀政，萬曆十二年（1584年）任福建龍溪縣知縣。十三年充本省乡试同考官，十六年升吏部主事，十七年調考功，十八年調文选，本年升稽勋司员外郎，調考功，十九年告病。二十一年復除考功，本年升验封司郎中，二十二年調考功，本年調文选，二十三年降廣東大浦縣典史，三十年卒。

## 家族
曾祖父沈葵；祖父沈山；父親沈文明。母楊氏。